# Бангейци
Бангейци (болг. Бангейци) — село в Болгарии. Находится в Габровской области, входит в общину Трявна. Население составляет 35 человек.

## Политическая ситуация
Бангейци подчиняется непосредственно общине и не имеет своего кмета.
Кмет (мэр) общины Трявна — Драгомир Иванов Николов (независимый) по результатам выборов.